# Gnophos falconaria
Gnophos falconaria är en fjärilsart som beskrevs av Freyer 1842. Gnophos falconaria ingår i släktet Gnophos och familjen mätare. Inga underarter finns listade i Catalogue of Life.